# HD175922
HD175922 — хімічно пекулярна зоря спектрального класу A4, що має видиму зоряну величину в смузі V приблизно  7,2.
Вона  розташована на відстані близько 596,3 світлових років від Сонця.